# Naissance en 1003
Naissance
- 999
- 1000
- 1001
- 1002
- 1003
- 1004
- 1005
- 1006
- 1007

Cette page dresse une liste de personnalités nées au cours de l'année 1003 :
- Alix de France, comtesse d'Auxerre.
- Amato di Nusco (en), évêque de Nusco.
- Arlette de Falaise, concubine du duc de Normandie Robert le Magnifique.
- Conrad II de Carinthie, duc de Carinthie et margrave de Vérone.
- Frédéric de Basse-Lotharingie, comte de Malmedy en 1035, puis duc de Basse-Lotharingie.
- Ibn Hayyus (en), poète syrien.
- Ibn Zeydoun, poète andalou.
- Liudolf, Comte de Brunswick, margrave de Frise, comte dans le Derlingau et le Gudingau, il est un membre de la lignée des  Brunonides.
- Jingzong (Xia occidentaux), premier empereur de la dynastie des Xia occidentaux.
- Mucharrif ad-Dawla Hasan, émir bouyide d'Irak et du Fars.